# Дрнє
46°12′ пн. ш. 16°54′ сх. д. / 46.20° пн. ш. 16.90° сх. д.
Дрнє (хорв. Drnje) – громада і населений пункт в Копривницько-Крижевецькій жупанії Хорватії.

## Населення
Населення громади за даними перепису 2011 року становило 1 863 осіб. Населення самого поселення становило 970 осіб.
Динаміка чисельності населення громади:
Динаміка чисельності населення центру громади:

## Населені пункти
Крім поселення Дрнє, до громади також входять:
- Ботово
- Торчець